# Patroclus (geslacht)
Patroclus is een geslacht van insecten uit de orde vliesvleugeligen (Hymenoptera) en de familie Ichneumonidae.

## Soort
- P. nigrocaeruleus (Cresson, 1874)